# 十體鱷屬

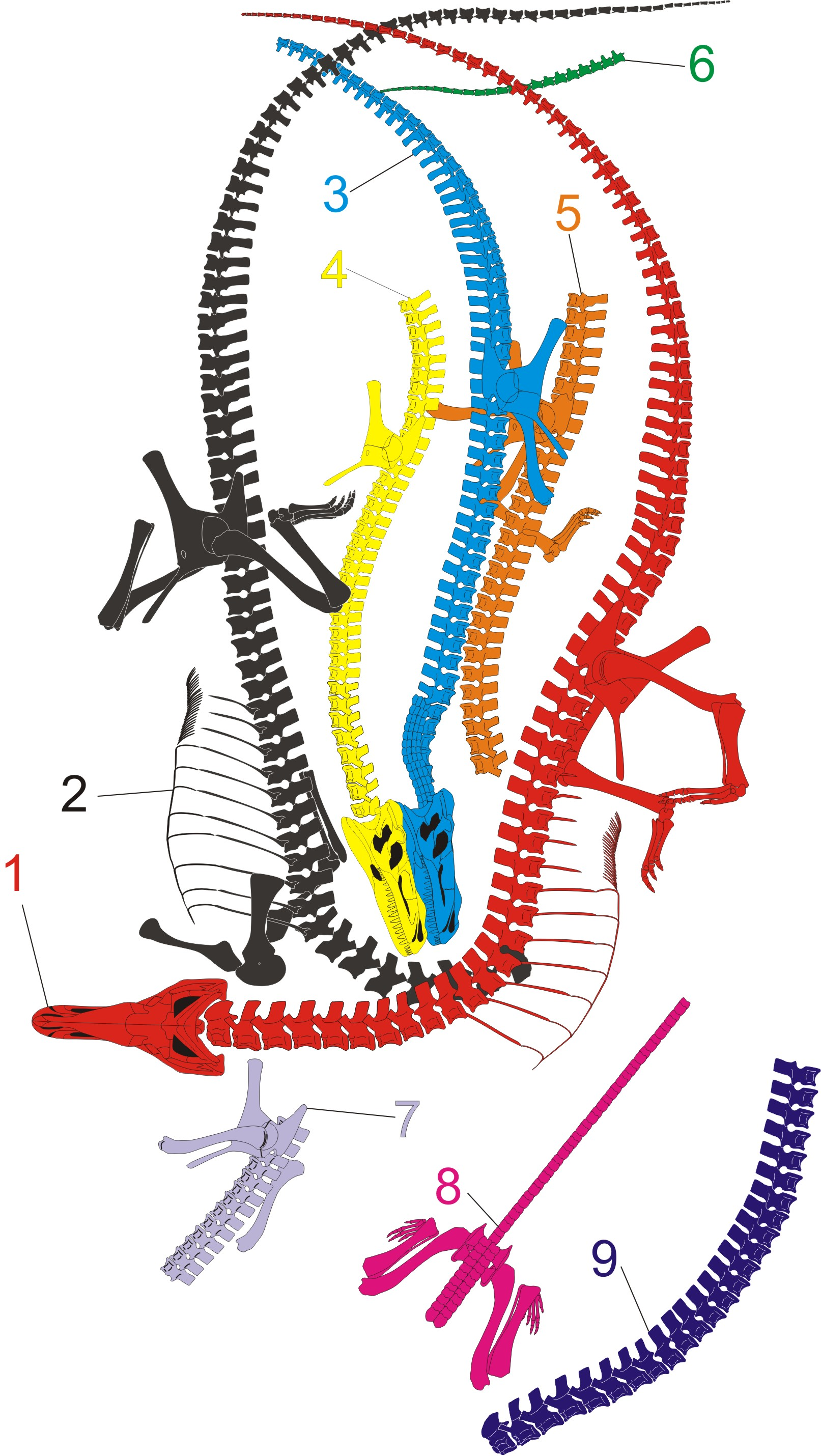
十體鱷的九個化石相對位置圖

十體鱷屬（屬名：Decuriasuchus）是伪鳄类的一屬，屬於副鱷形類的迅猛鱷科（目前是個多系群），生存於三疊紀时期的巴西。
如同其他迅猛鱷科動物，十體鱷是種四足肉食性動物，是牠們所處環境的頂級掠食動物。十體鱷的身長估計約2.5公尺。
十體鱷的化石集中於相同地點，顯示牠們可能是群體行動的動物。十體鱷可能是已知年代最早的群體行動的主龍類。

## 發現與命名

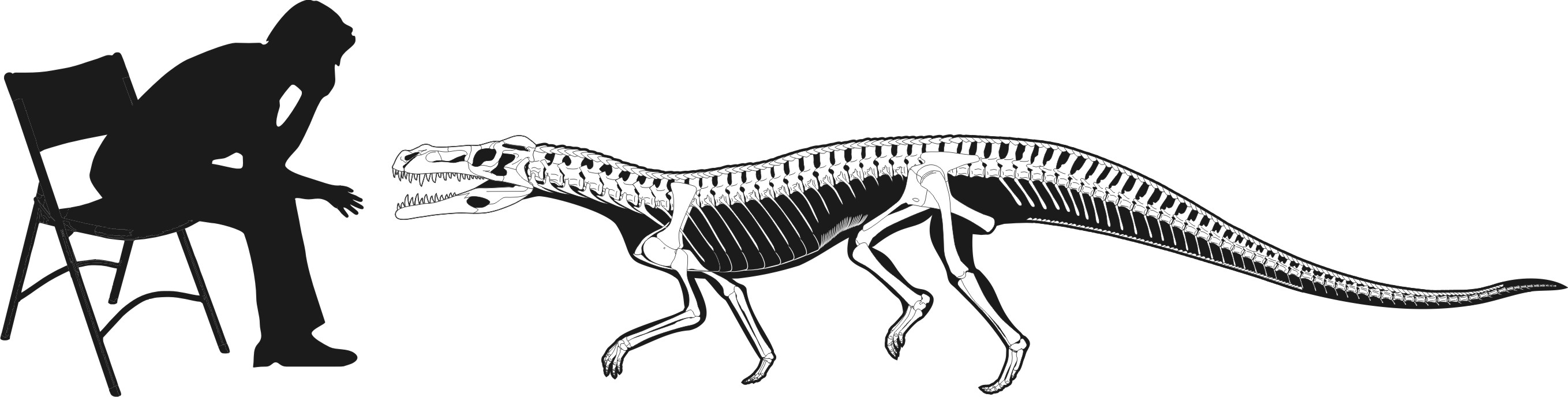
十體鱷與人類的體型比較圖

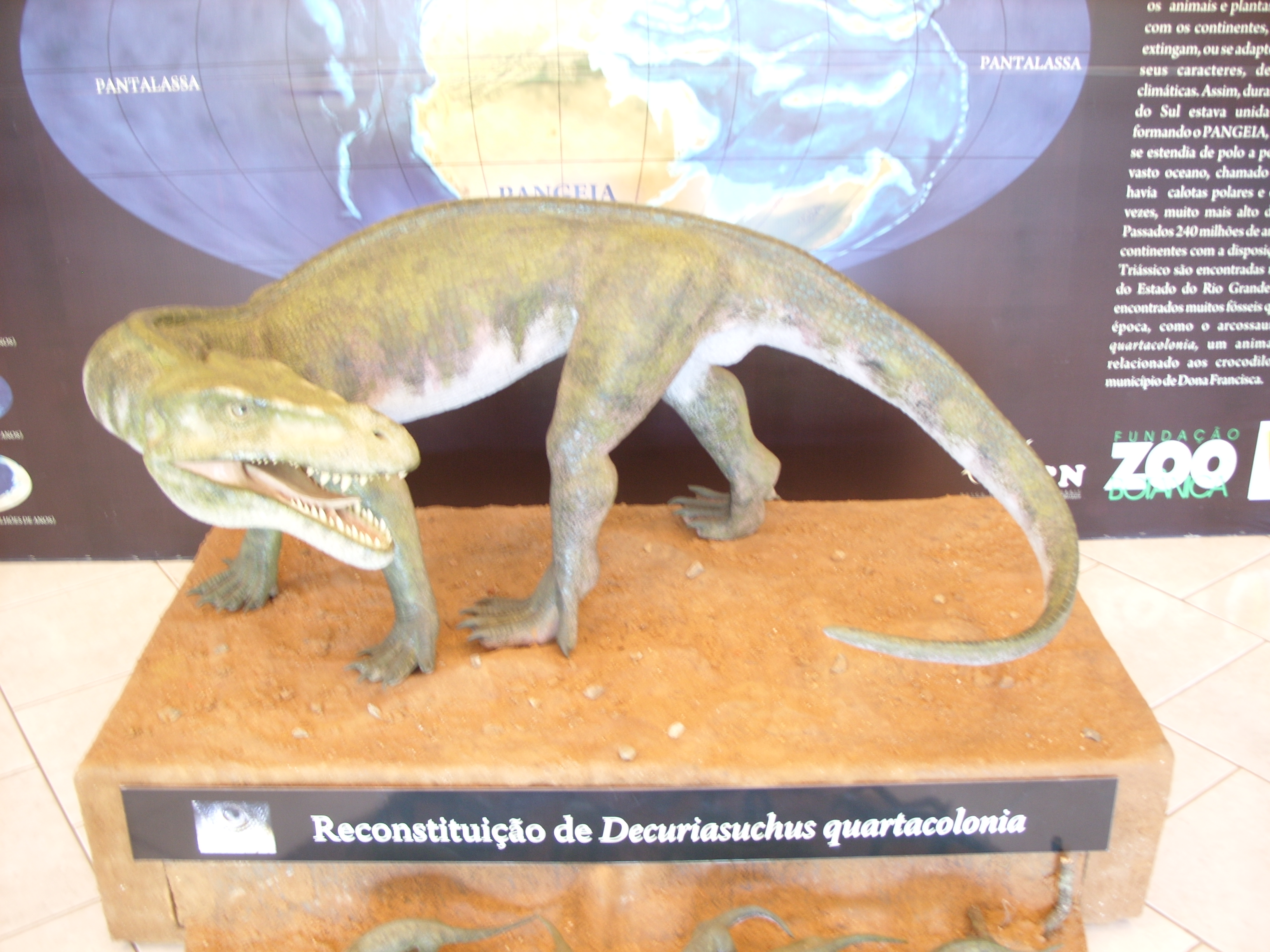
十體鱷的實體模型

十體鱷的化石發現於巴西南部的南里奧格蘭德州，屬於聖瑪利亞組（Santa Maria Formation）的埃雷莫阿段（Alemoa Member），地質年代相當於三疊紀中期的拉丁尼階。
化石來自於十個標本，九個是關節仍連結的完整骨骼、部分骨骼，第十個是頭顱骨碎片，其中有三個有接近完整的頭顱骨。其中最完整化石被列為正模標本（編號MCN PV10105a），只缺少肩帶與四肢。其他八個骨骼化石被標名為MCN PV10105b-i標本。發現於其他挖掘地點的投顱骨碎片，則被標名為編號MCN PV10004標本。這些化石都由當地博物館保存、擁有。
在2011年，南美洲古生物學家麥克斯·朗格（Max C. Langer）等人將這十個化石作正式敘述、命名。模式種是夸塔科洛尼亞十體鱷（Decuriasuchus quartacolonia），屬名在古希臘文意為「十人軍團的鱷魚」，意指這些化石的集中狀況；種名則是以化石發現處的Quarta Colonia為名。

## 分類
十體鱷是迅猛鱷、撕蛙鱷的近親。在2010年的一個主龍類種系發生學研究，將十體鱷歸類於迅猛鱷科；但同時發現迅猛鱷科所屬的劳氏鳄目，本身是個並系群，有一個分支演化出後期的鱷形超目。另一個稍晚研究，則發現十體鱷是Loricata演化支的最原始物種；Loricata演化支是一個新成立分類單元，範圍是包含尼羅鱷在內，但不包含波波龍、鳥鱷、堅蜥在內的最大演化支。根據這層關係，包含十體鱷在內的劳氏鳄目，是現代鱷魚的三疊紀遠親。

## 古生物學
十體鱷的九個標本集中於相同地點，而且彼此重疊。根據埋葬學分析，顯示這九個化石是同時遭到掩埋的，而不是在不同地點死亡，然後被沖刷到相同地點。如果這九個個體是同時遭到掩埋，顯示十體鱷可能是群體動物的動物。如果屬實，十體鱷將成為已知年代最早的群體行動的主龍類。